# District de Bopolu
Le district de Bopolu est une subdivision du comté de Gbarpolu au Liberia. 
Les autres districts du comté de Gbarpolu sont :
- Le district de Belleh
- Le district de Bokomu
- Le district de Kongba
- Le district de Gbarma